# حدأة مبلوع الذيل
حدأة مبلوع الذيل (الاسم العلمي: Elanoides forficatus) هو نوع من فصيلة بازية.